# マーベル VS. カプコン:インフィニット
『マーベル VS. カプコン:インフィニット』（マーベル バーサス カプコン:インフィニット、MARVEL VS. CAPCOM: INFINITE）は、カプコンより2017年9月21日に発売されたPlayStation 4、Xbox One、Steam用ゲームソフト。
マーベル・コミックスとカプコンのヒーローがチームを組んで戦う対戦型格闘ゲーム『マーヴル VS. カプコン』シリーズの第6作目である。

## 概要
前作『アルティメット マーヴル VS. カプコン3』から6年ぶりに発売されるマーヴル VS. カプコンシリーズの作品。前作は3 on 3のチームで戦っていたが、本作では2 on 2の対戦に戻る。また、「インフィニティ・ストーン」や、いつでも交代できる「アクティブスイッチ」システムも導入されるほか、新規プレイヤーが入りやすいように空中コンボが簡単に使用できる「オートコンボ」も導入される。
前作ではキャラクターの音声で、マーベルサイドは英語固定、カプコンサイドはキャラクター毎に英語・日本語音声を切り替えることができるようになっていたが、本作では両サイド共に英語音声で統一され、日本語音声に切り替えることはできない。
これまでのシリーズ作ではそれぞれの登場キャラクターの出典となる原作を再現した対戦ステージが基本であり、マーベルとカプコンの世界がどうつながっているのかが曖昧となっていたが、本作ではマーベルの世界とカプコンの世界が融合した独自の世界が舞台となっている。
2017年6月13日から無料体験版の配信が開始された。
前作のMARVELの日本語表記は1990年代に公式とされていた「マーヴル」であり、ゲーム発売時点の日本公式表記である「マーベル」とは異なっていたが、本作は公式と同じ「マーベル」となっている。
VS.シリーズで初めてストーリーモードが搭載された。

## ゲームシステム
基本操作は方向キーと弱パンチ、強パンチ、弱キック、強キック、アクティブスイッチ、インフィニティ・サージの6ボタンで行われ、『MARVEL VS. CAPCOM 2 NEW AGE OF HEROES』以来となる「攻撃用4ボタン・その他2ボタン」というシステムとなっている。また強力な必殺技である「ハイパーコンボ」などを使用するためのハイパーコンボゲージは本作では最大4本までとなっている他、『タツノコ VS. CAPCOM』同様にゲージを3本使用して繰り出すより強力な「LV3専用ハイパーコンボ」が全キャラクターに1種類は標準装備されている。
アクティブスイッチ
パートナーキャラクターと交代する。攻撃中でも交代し、交代しつつ連続技を決めることができる。自分が攻撃を受けている最中でもアクティブスイッチボタンを長押しすることで交代可能だが、この場合はハイパーコンボゲージが2本必要。
インフィニティ・サージ
インフィニティ・ストーンを使用する。効果はインフィニティ・ストーンによって異なる。使用するとインフィニティ・ストーンゲージが増加する。
インフィニティ・ストーム
インフィニティゲージが50%以上の時にアクティブスイッチボタンとインフィニティ・サージボタン同時押しで使用。インフィニティ・ストーンの力を解放し、ゲージの残り時間分、キャラクターがパワーアップする。インフィニティ・ストーム使用中にさらに同様のコマンドを入力すると、インフィニティゲージを使用してLv3ハイパーコンボを使用する（ハイパーコンボゲージは消費しない）。

## 登場キャラクター
本作よりシリーズ初参戦となるキャラクターは(★)表記とする。
本作では著作権の問題により『X-MEN』や『ファンタスティック・フォー』関連のキャラクターが登場せず、前作まで皆勤だったウルヴァリンも未参戦となっている。
前作『3』から続投するキャラクターの出典は、当時の出典作に準拠。例としてクリスの年齢および技は当時で未発売だったシリーズ最新作の設定を用いらず、引き続き『バイオハザード5』準拠。

### マーベル
キャプテン・アメリカ
声 - ブライアン・ブルーム
キャプテン・マーベル(★) ※本作ではキャロル・ダンバースが登場
声 - グレイ・グリフィン
ウルトロン(★)
声 - ジム・メスキメン
サノス
声 - アイザック・C・シングルトン・Jr.
ソー
声 - トラヴィス・ウィリン
アイアンマン
声 - エリック・ルーミス
スパイダーマン
声 - ロビー・デイモンド
ハルク
声 - フレッド・タタショア
ガモーラ(★)
声 - ヴァネッサ・マーシャル
ロケット・ラクーン(★) ※グルートのみ初参戦
声 - トレバー・デュバル
ドクター・ストレンジ
声 - リアム・オブライエン
ノヴァ
声 - ベンジャミン・ディスキン
ゴーストライダー
声 - フレッド・タタショア
ホークアイ
声 - クリス・コックス
ドルマムゥ
声 - フィル・ラマール

#### ダウンロードコンテンツキャラクター（マーベル）
ヴェノム
声 - アンドリュー・モルガド
ブラックパンサー(★)
声 - ジェームズ・マティス3世
ブラック・ウィドウ(★)
声 - ローラ・ベイリー
ウィンター・ソルジャー(★)
声 - スコット・ポーター

### カプコン
リュウ（ストリートファイター）
声 - カイル・エベール
エックス（ロックマンX）(★)
声 - テッド・スロカ
春麗（ストリートファイターII）
声 - アシュリー・バーチ
ジェダ（ヴァンパイア セイヴァー）(★)
声 - デビッド・ケイ
ダンテ（デビルメイクライ）
声 - ルーベン・ラングダン
モリガン（ヴァンパイア）
声 - シボーン・フリン
ストライダー飛竜（ストライダー飛竜）
声 - T・J・ストーム
クリス（バイオハザード）
声 - ロジャー・クレイグ・スミス
ゼロ（ロックマンX）
声 - ジョニー・ヨング・ボッシュ
ハガー（ファイナルファイト）
声 - マット・リーディ
スペンサー（バイオニックコマンドー）
声 - ダメオン・クラーク
アーサー（魔界村）
声 - ダン・ウォーレン
フランク・ウェスト（デッドライジング）
声 - T・J・ロトロ
ネメシス-T型（バイオハザード3 LAST ESCAPE）
声 - デイモン・ダユブ
レッドアリーマー（魔界村）
声 - イアン・ジェームズ・コーレット

#### ダウンロードコンテンツキャラクター（カプコン）
シグマ（ロックマンX）(★)
声 - クリス・テルリアフェラ
モンスターハンター（モンスターハンター）(★)
声 - メリッサ・ハッチソン

### ボスキャラクター
ウルトロンΣ（ウルトロンシグマ）(★)
声 - ジム・メスキメン、クリス・テルリアフェラ
本作の中ボス。マーベルユニバースのロボットヴィラン「ウルトロン」とロックマンXシリーズの「シグマ」が融合した存在。
ウルトロンΩ（ウルトロンオメガ）(★)
声 - クリス・テルリアフェラ、ジム・メスキメン
本作の最終ボス。ソウルストーンの暴走に飲み込まれたウルトロンシグマが変貌した姿。複数のケーブルが絡まった巨大なシグマの顔の上に、ブラックメタリックのウルトロンの上半身が接続された禍々しい見た目となっている。浮遊式の巨大な4つの手を従えており、手のデザインは下がシグマ。上がウルトロンを模したデザインとなっている。
ストーリーモード最終局面では、二度に渡り交戦する。

### その他の登場キャラクター
マーベル
モードック
声 - ウォーリー・ウィンガート
デス(★)
声 - アリシン・パッカード
グルート(★)
声 - ケビン・マイケル・リチャードソン

カプコン
Dr.ライト（ロックマンシリーズ）(★)
声 - マイケル・ミスラヴ
グランドマスター（ストライダー飛竜）(★)
声 - アダム・ハリントン
ダレン・モーラン（モンスターハンター4）(★)